# Форстерн
Форстерн (нім. Forstern) — громада в Німеччині, розташована в землі Баварія. Підпорядковується адміністративному округу Верхня Баварія. Входить до складу району Ердінг.
Площа — 15,38 км2. Населення становить 3712 ос. (станом на 31 грудня 2020).